# Hacinas
Hacinas est une commune d'Espagne située dans la communauté autonome de Castille-et-León, dans la province de Burgos. Elle s'étend sur 7,9 km2 et comptait environ 183 habitants en 2011.
Son économie repose sur l'agriculture, l'élevage, l'hôtellerie, les services, l'industrie alimentaire et forestière et le bâtiment. Il existe un secteur touristique naissant qui exploite des ressources telles que les arbres fossiles.

## Histoire
Les ruines du château de Hacinas se trouvent au sommet du village. Cet édifice, probablement construit à la fin du IXe siècle, a joué un rôle important en raison de son emplacement stratégique pendant les conflits entre le comté de Castille et le royaume de Navarre.
La plus grande attraction touristique et scientifique de la ville d'Hacinas est les arbres fossiles. Les premiers vestiges apparaissent dans les années 1940, enterrés et entourés de matériaux fluviaux. Le premier arbre fossile est déplacé dans la localité en 1976 et est exposé au public. Plus tard, d'autres sont déplacés et aujourd'hui, trois arbres fossiles sont exposés dans la ville. En plus de ceux-ci, il y a au moins sept autres spécimens enterrées. Depuis fin janvier 2009 est ouvert au public le centre des Visiteurs de l'Arbre Fossile, où peut être contemplée la reconstitution de l'environnement primitif d'il y a 120 millions d'années, des fossiles végétaux de différentes époques géologiques, des informations sur les forêts fossiles d'Espagne ou les plus célèbres forêts pétrifiées du monde.

## Culture

### Fêtes et traditions
- Pèlerinage de Sainte-Lucie (dimanche précédant la Saint Matthieu)
- Carnaval intégrant des personnages pittoresques : la Tarasca, la Curra et les Comarrajos
- Festival Folk
- Concours de chant populaire
- Fête du Règne
- Je chante aux mariés

### Le règne de Noël
Le Règne est une fête ancestrale d'Hacinas. Elle était célébrée à Noël, jusqu'aux fêtes des rois. S'il avait lieu, il était annoncé au soir du 30 novembre, lors de la fête de Saint André, au son de la dulzaina et du tambour. Le groupe de jeunes qui composaient le Royaume, choisissait parmi eux celui qui il allait être nommer roi et, de même, le vice-roi. Un autre serait le porte-drapeau. Le jour de Noël, à la sortie de la messe, ils choisissaient la reine parmi les jeunes filles, en mettant sur la tête de l'élue le chapeau du roi. Ainsi commençait le règne, dont l'un des actes était la danse sur le drapeau pour le roi et la reine. Différents jeux étaient ensuite organisés, comme celui de la garroche, dans lequel deux camps formés lançaient une sorte de matraque, comme dans une course de relais, jusqu'à un endroit prédéterminé, puis retour au point de départ. Le camp, qui arrivait le premier à la ligne d'arrivée était le vainqueur. Pendant ce temps, le public essayait de prendre la navette, ou les vêtements de la reine et des composants du royaume, et de les mettre dans la taverne. S'ils étaient obtenus, les habitants du royaume devaient payer une rançon, qui consistait à payer une consommation au brave qui aurait réussi à leur enlever le gage. 
Le jour du nouvel an, la reine invitait le roi et le vice-roi à manger; et ils faisaient de même à la fête des rois. Pendant ce temps, les membres du royaume passaient le soir dans les maisons du village en chantant des chants et des présentations (entradillas), et en recevant les pourboires correspondants des habitants des maisons. Ce sont ces présentations avec lesquelles commençaient les chants, dans les années 1990, qui ont été portées à la connaissance de certains membres du Conseil de la recherche scientifique. Ces présentations forment un genre poétique particulier du Moyen Âge, que l'on croyait perdu, mais qui a persisté à Hacinas, et apparemment dans un village portugais de l'Algarve.